# Acordul dintre Regatul Unit și URSS din 1941
Acordul dintre Regatul Unit și URSS din 1941 a fost convenit la Moscova, la data de 12 iulie 1941. Conform acestui acord, Regatul Unit și URSS au convenit să-și acorde reciproc asistență în războiul împotriva Germaniei naziste și să nu ajungă separat la un acord de pace cu Germania nazistă.